# Гројец
Гројец (пољ. Grójec) град је у Пољској у Војводству мазовском. По подацима из 2012. године број становника у месту је био 16 333.
.

## Становништво
| 2012.  |
| ------ |
| 16 333 |

## Партнерски градови
- Каноза ди Пуља
- Копенхаген
- Спишка Нова Вес